# نور الدين والبحارة الثلاثة (فلم)
نور الدين والبحارة الثلاثة هو فيلم مصري من إنتاج عام 1944.

## قصة الفيلم
عثمان عبد الباسط رجل متزوج يمتلك محل للفطائر، يعاني من تدخل حماته في الحياة بينه وبين زوجته ودائمًا ما يشكي همومه إلى مساعديه في محل الفطائر الذي يديره، تتحول حياة عثمان إلى جحيم بسبب كثرة ديونه وملاحقة الدائنين له مما يجعله يقرر الانتحار، يعرض فكرته على مساعديه فيوافقانه على أن يشاركاه في الانتحار ويذهب الثلاثة إلى البحر لتنفيذ الفكرة، لكن يراهم أحد البحارة فيعرض عليهم العمل معه بالمركب، وتقودهم رحلة المركب إلى إحدى الجزر فيقعون في مغامرة داخل قصر أمير الجزيرة حيث يحاربون الأشرار الذين يرغبون في الاستيلاء على حكم الجزيرة ويخطفون ابنة أمير الجزيرة، بعد عدة مواقف هزلية لعثمان ومساعديه ومواقف بطولية للأمير نور الدين، يستطيع نور الدين والبحارة الثلاثة أن ينتصروا على الأشرار وينقذوا أمير الجزيرة وابنته منهم حيث يحب نور الدين ابنة الأمير ويتزوجها، يفكر البحارة الثلاثة في العودة إلى محل الفطائر والزوجة والحماة مرة أخرى.

## الممثلون
- علي الكسار: (عثمان عبد الباسط)
- إبراهيم حمودة: (الأمير نور الدين)
- ليلى فوزي: (الأميرة شمس)
- إسماعيل ياسين: (صبي عثمان)
- علي عبد العال: (صبي عثمان)
- زوزو نبيل: (كهرمانة)
- محمود المليجي: (الطبيب)
- ثريا فخري: (الدادة)
- توفيق صادق: (أحد الدائنين)
- إجلال زكي: (زوجة عبد الباسط)
- رياض القصبجي: (ريس المركب)
- زكية إبراهيم: (حماة عبد الباسط)
- إبراهيم حشمت: (أحد رجال الأمير)
- محمود شكوكو: (حارس)
- وداد حمدي: (وصيفة)
- عبد الغني النجدي: (زبون)

## الأغاني
- تلحين: رياض السنباطي، إبراهيم حمودة
- تأليف: فتحي قورة

## وصلات خارجية
- مقالات تستعمل روابط فنية بلا صلة مع ويكي بيانات
- صفحة الفيلم في قاعدة بيانات الأفلام العربية